# Itamonte
Itamonte este un oraș în Minas Gerais (MG), Brazilia.